# Weidigtbach
Der Weidigtbach im Dresdner Westen ist ein 4,7 Kilometer langer:S. 1 linker Zufluss der Vereinigten Weißeritz mit der Hauptfließrichtung Ost, dessen Oberlauf nur temporär Wasser führt. Er entspringt in Gompitz und durchfließt die Gemarkungen Omsewitz, Gorbitz, Leutewitz und Cotta, bevor er in der Friedrichstadt die Weißeritz rund einen Kilometer vor ihrer Mündung in die Elbe erreicht. Der in der Vergangenheit umverlegte, begradigte und zu DDR-Zeiten an vielen Stellen verbaute Bach war vormals selbst ein linker Zufluss der Elbe. Im Rahmen des Hochwasserschutzes in Dresden erfolgten seit 2000 Offenlegungen und Renaturierungen, sodass er inzwischen nur noch zu etwa einem Drittel (1,7 km, Stand 2012) verrohrt ist.:S. 1

## Verlauf
Der heutige Ursprung des Baches ist ein zumeist trockenliegender, rudimentär vorhandener Graben in Altgompitz. Nur etwa rund einen halben Kilometer westnordwestlich entspringt eine Seitenquelle des nach Norden durch den Zschonergrund abfließenden Zschonerbachs. Ein erster Wasserzufluss erfolgt nach einem viertel Kilometer am Gompitzer Dorfteich, der in älteren Karten auch als Quelle eingezeichnet ist. Wenige Meter später mündet von rechts (Süden) der Zufluss Weidigtbach. Dieser ist nur einen viertel Kilometer lang und kommt von der Altnossener Straße/An den Alten Gärtnereien und fließt nahezu parallel zur Paul-Breyer-Straße. Rund einen Kilometer südöstlich des Gompitzer Dorfteichs entspringt im Altfrankener Park (auch Lucknerpark) der Gorbitzbach, der wichtigste der Zuflüsse des Weidigtbachs.

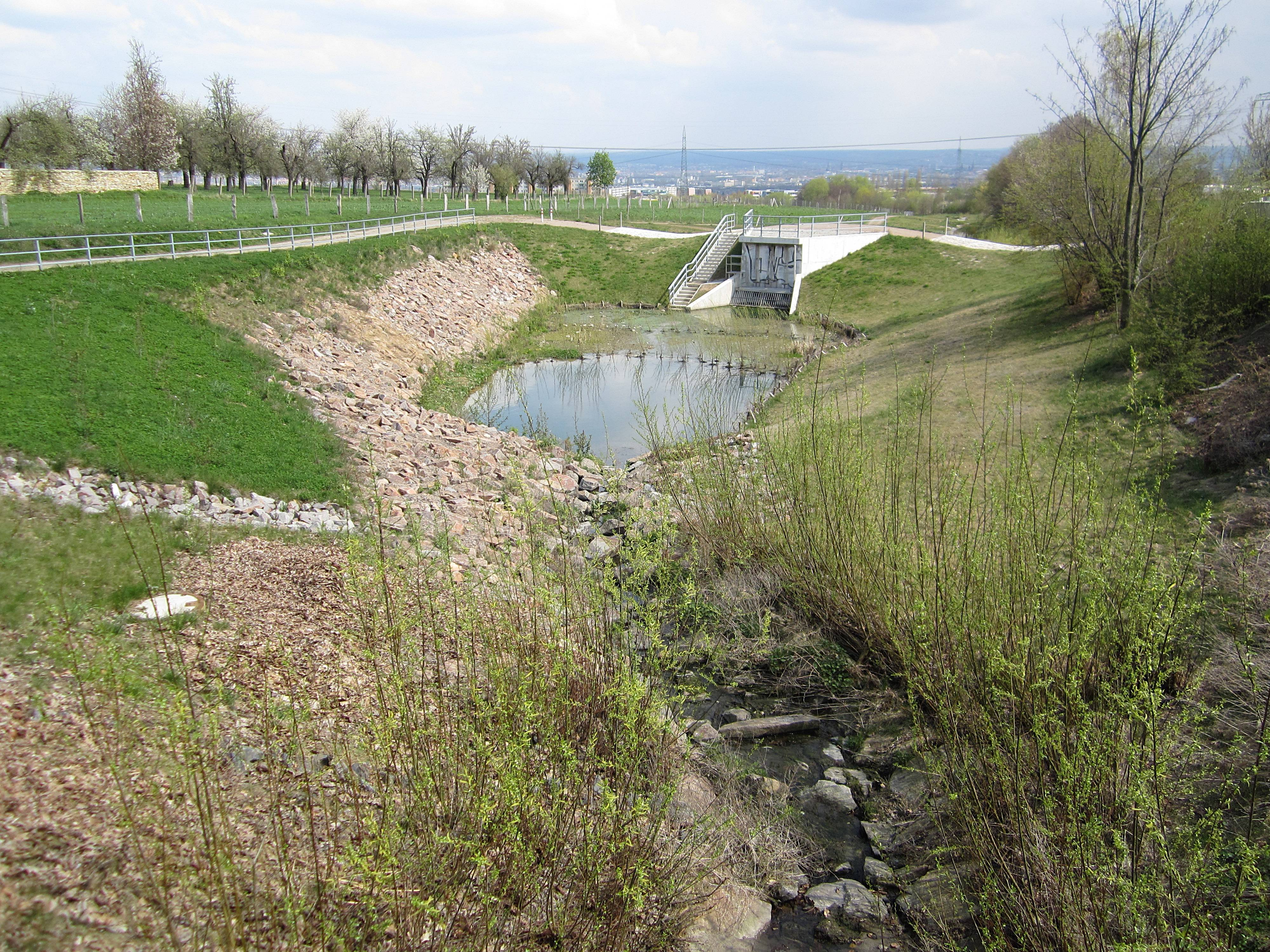
Rückhaltebecken an der Ockerwitzer Straße

In der Ortslage Altgompitz ist der Weidigtbach verbaut und streckenweise verrohrt, bevor er an der Ockerwitzer Allee an der östlichen Siedlungsgrenze in einen offenen Abschnitt tritt, der als Ausgleichs- und Ersatzmaßnahme nach dem Ausbau der Bundesstraße 173 (Zubringer der A 17) geschaffen wurde. An dieser Stelle erfolgte bis 2010 der Bau einer Hochwasserrückhalteanlage, bestehend aus einem Rückhaltebecken, dem 18 naturnah gestaltete Rückhaltemulden angeschlossen sind, jeweils neun in einer fortlaufenden Kette beidseits des Bachbetts.:S. 2 In einem sich daran anschließenden naturnahen Abschnitt nähert er sich leicht nordöstlich fließend der B 173 (Coventrystraße) an, bis diese und die dort verlaufenden Gleise der Dresdner Straßenbahn auf Höhe des Betriebshofs Gorbitz unterquert werden.
Der inzwischen stark urban geprägte Weidigtbach hat die Freizeitanlage Schlehenstraße erreicht. Entlang der „Kräutersiedlung“ – die Straßen tragen Namen von Kräuterpflanzen wie Schlehen und Kamillen – hatte die Eisenbahner-Wohnungsbaugenossenschaft Dresden 30 Parkplätze geopfert, um auf rund 180 Metern den Bachverlauf 2004/05 zum Zwecke der Erholung und zur (gebührensenkenden und hochwassergefahrmindernden) Regenwasseraufnahme renaturieren zu können und einen Naturspielraum zu schaffen. Schon 2001, noch vor dem die Wasserpolitik verändernden Jahrhunderthochwasser im August 2002, erfolgte die Renaturierung des daran anschließenden Abschnitts bis zur Haltestelle Schlehenstraße als Pilotprojekt. Nach der Haltestelle Schlehenstraße fanden 2015/16 weitere Offenlegungen vom Tulpenweg entlang des Skateparks und Omsewitzer Rings statt, wobei am Omsewitzer Ring eine neue Brücke errichtet und die Verkehrsführung zum Skatepark geändert wurde. Insgesamt investierte die Stadt Dresden im Zeitraum 2000 bis 2016 rund drei Millionen Euro, um dem Weidigtbach zwischen Ockerwitzer Straße und dem Ring wieder weitgehend ein natürliches Bett zu geben, das den Hochwasserschutz, sowie das Mikroklima und das Wohnambiente in Gorbitz verbessert.

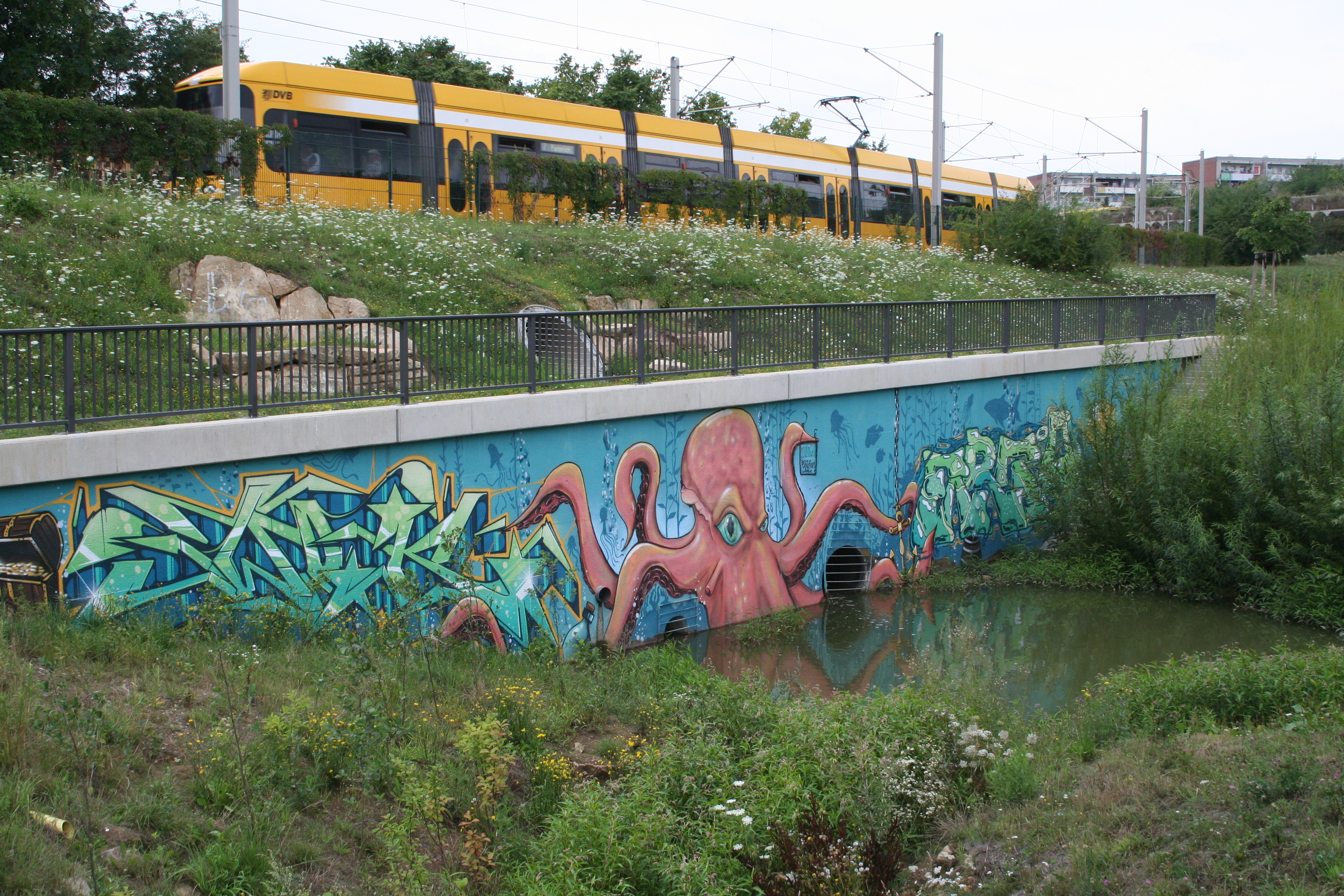
Weidigtbach am Omsewitzer Ring

Der Bach fließt weiter östlich zwischen der Wohnbebauung des Omsewitzer Rings im Süden und der Coventrystraße im Norden, bis er letztere erneut verrohrt nach Nordosten unterquert und erst nach einigen hundert Metern wieder nordöstlich des Melissewegs oberirdisch verläuft. Bald darauf nimmt der Weidigtbach den von Südwesten kommenden Schweinegraben auf.:S. 6 Dieser ist noch mehr als der Weidigtbach infolge der in den 1980er Jahren erfolgten Urbanisierung durch das Neubaugebiet Gorbitz nahezu vollständig verrohrt. Anschließend fließt der Bach südlich am Cottaer Friedhof vorbei und markiert die Grenze zwischen dem südlichen Neubaugebiet und der nördlich gelegenen Bebauung Cottas aus der Zeit vor dem Ersten Weltkrieg. Der Bach folgt der ostsüdöstlich verlaufenden Coventrystraße und nimmt, nachdem die einmündende Wilhelm-Franz-Straße unterquert wurde, in einem Abschnitt von etwa einem viertel Kilometer erst den Gorbitzer Abzugsgraben und dann den Gorbitzbach auf. Beide Zuflüsse kommen von Westen und münden jeweils südlich ein. Nach der Mündung des Gorbitzsbachs folgt der Weidigtbach einem Bogen um etwa 90 Grad in nördlicher Richtung, unterquert die Weidentalstraße und tritt wenig später in ein befestigtes Bachbett mit Trapezprofil ein. Er passiert Kleingartenanlagen, bildet die westliche Begrenzung des Areals vom Freibad Cotta und knickt vor dem Sportplatz Hebbelstraße des Post SV Dresden erneut um 90 Grad nach Ost. Der Bach ist in der Werkstättenstraße angekommen und fließt verrohrt bis zu seiner Mündung in die Weißeritz. Parallel dazu verläuft der Weidigtbach Überlauf, der bei Hochwasser durch ein Streichwehr gespeist wird und ebenfalls verrohrt in die Weißeritz mündet.:S. 3 Sofern Fördermittel bereitstehen, soll der Unterlauf ab der Mündung des Gorbitzbachs („Cottaer Bogen“) ebenfalls naturnah gestaltet werden.:S. 43

## Anhang

### Belege
1. 1 2 3 4 5 6 7 8 9  Landeshauptstadt Dresden, Der Oberbürgermeister, Umweltamt (Hrsg.): Gewässersteckbrief Weidigtbach. (online [PDF; 3,7 MB] Stand: 6. Juli 2012).
2. ↑  Dirk Hein: Gorbitzer Weidigtbach darf wieder im Freien fließen. In: Tag24 (Dresdner Morgenpost). 15. Juli 2016, archiviert vom Original am 12. Januar 2019; abgerufen am 7. Juli 2017.
3. ↑  Naturnahe Umgestaltung des Weidigtbachs oberhalb Reuningstraße in Dresden-Gorbitz, Naturspielraum. Landschaftsarchitekturbüro Stowasserplan, abgerufen am 7. Juli 2017.
4. ↑  Weidigtbach kommt in Gorbitz zurück ans Tageslicht. Landeshauptstadt Dresden, 22. Mai 2015, abgerufen am 7. Juli 2017 (Pressemitteilung).
5. ↑  Neues Bett für den Weidigtbach ist schon gegraben. In: Sächsische Zeitung. 19. August 2015, abgerufen am 1. Mai 2023.
6. 1 2  Heiko Weckbrodt: 3-Millionen-Projekt: Gorbitzer Weidigtbach fließt wieder in seinem natürlichen Bett. 14. Juli 2016, archiviert vom Original am 15. Juli 2016; abgerufen am 7. Juli 2017.
7. ↑  Landeshauptstadt Dresden, Die Oberbürgermeisterin, Umweltamt (Hrsg.): Gewässersteckbrief Weidigtbach. (online (Memento vom 17. April 2016 im Internet Archive) [PDF; 5,1 MB] Stand: 5. Februar 2010).
8. ↑  Landeshauptstadt Dresden, Stadtplanungsamt (Hrsg.): Integriertes Handlungskonzept „Soziale Stadt Gorbitz 2“ für den Zeitraum 2016–2025 mit den Handlungsfeldern und Projekten des „Europäischen Sozialfonds“ (Grobkonzept). Entwurf Beschlussfassung. 5. April 2016 (online [PDF; 7,5 MB]).